# Oswald Achenbach
Oswald Achenbach (Düsseldorf, 2 febbraio 1827 – Düsseldorf, 1º febbraio 1905) è stato un pittore tedesco.

## Biografia
Fratello minore di Andreas Achenbach, del quale subì l'influsso, raggiunse però uno stile più personale, meno intenso e drammatico, rischiarato anche dalla predilezione per un tipo di paesaggio dolce e meridionale.

### Primo grande viaggio in Italia

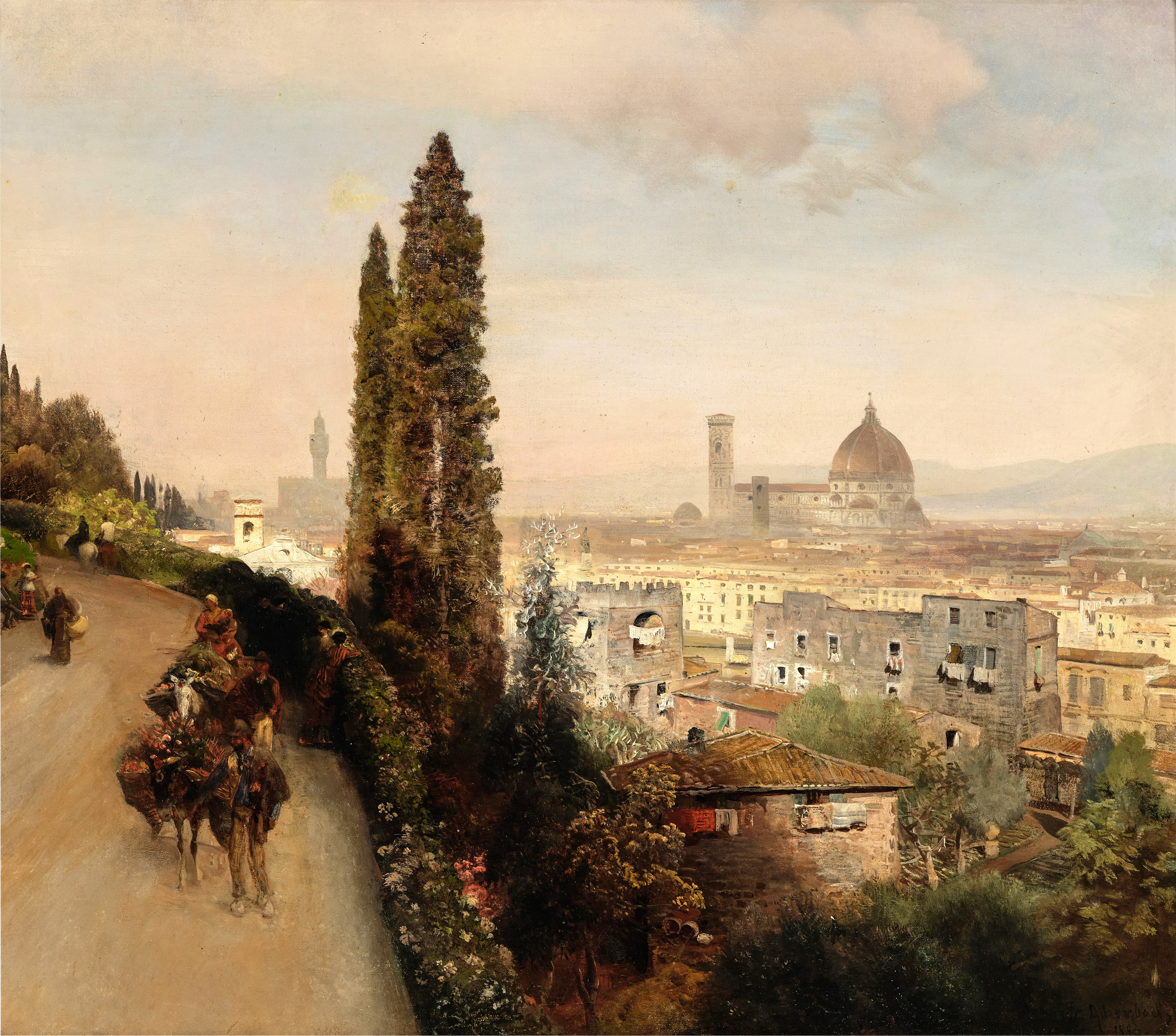
Vista di Firenze, 1883

Nell'estate del 1850, Achenbach intraprese il suo primo grande viaggio in Italia, incluse Nizza (italiana all'epoca), Genova e Roma: prima di questa data poche sue opere ci sono note. Durante questo viaggio, conobbe Arnold Böcklin, Ludwig Thiersch e Heinrich Dreber: con quest'ultimo si intrattenne a lungo presso Olevano Romano.

## Galleria d'immagini

Dipinti di Oswald Achenbach
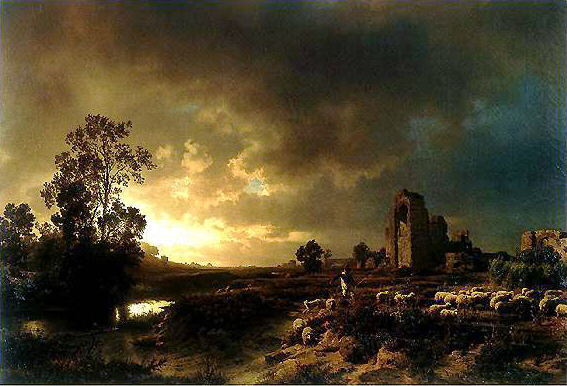
The Evening Mood in Campagna 1850. Hessisches Landesmuseum Darmstadt, Darmstadt, Germania.
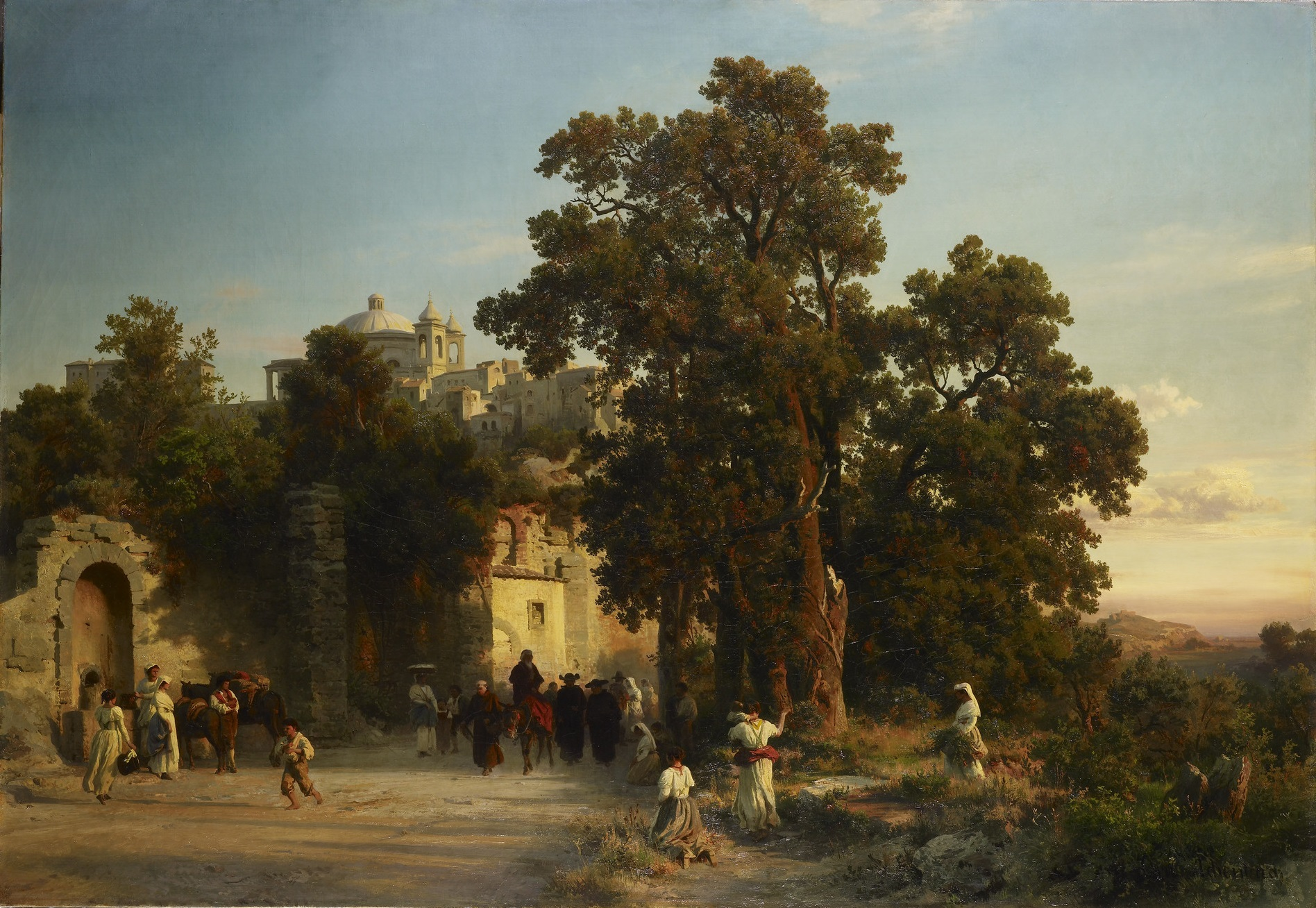
Evening, 1854. Royal Collection, Windsor Palace.
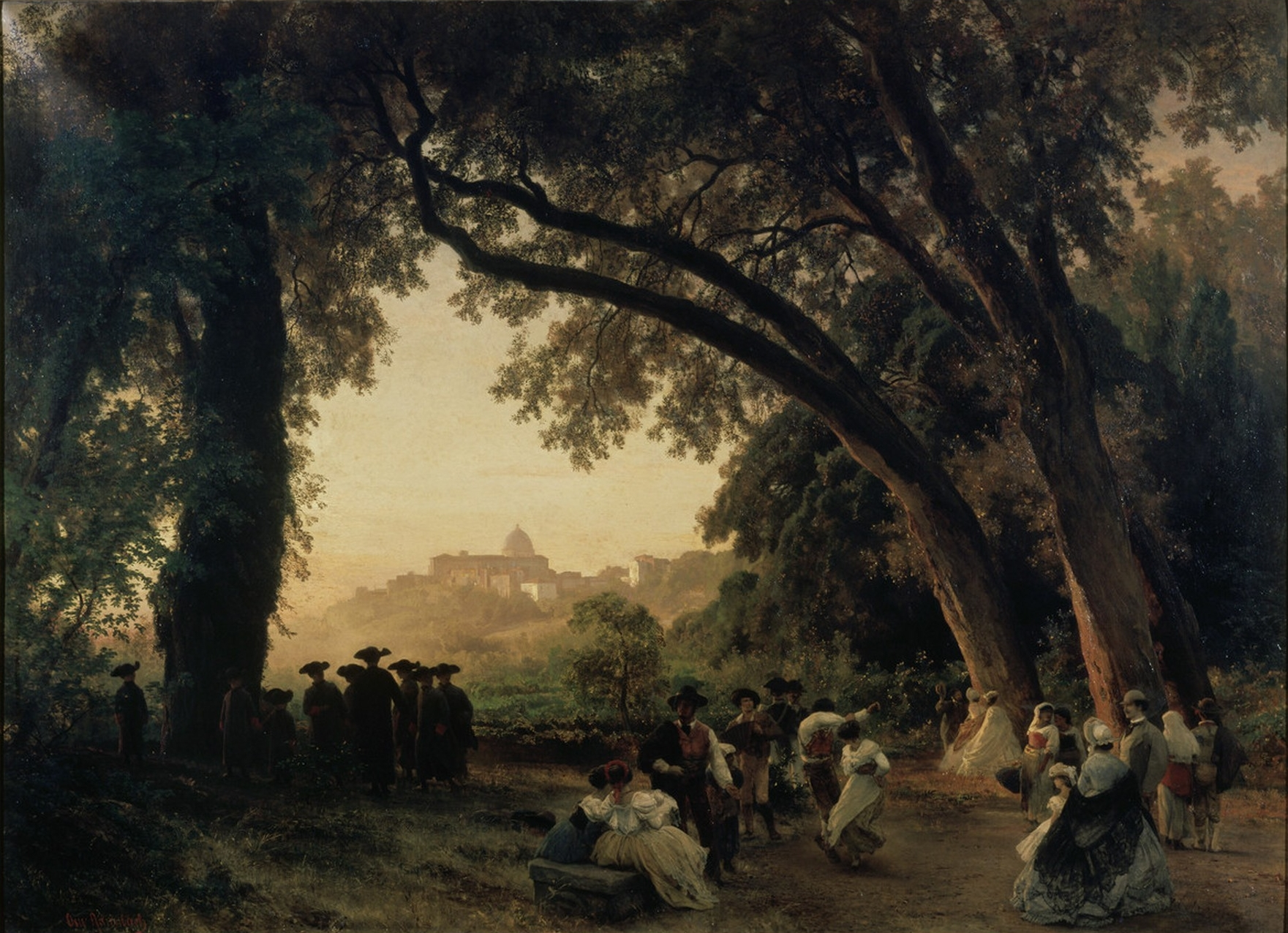
Saltarello Dance with a view of Castel Gandolfo, 1865. Wallraf-Richartz Museum, Colonia, Germania.
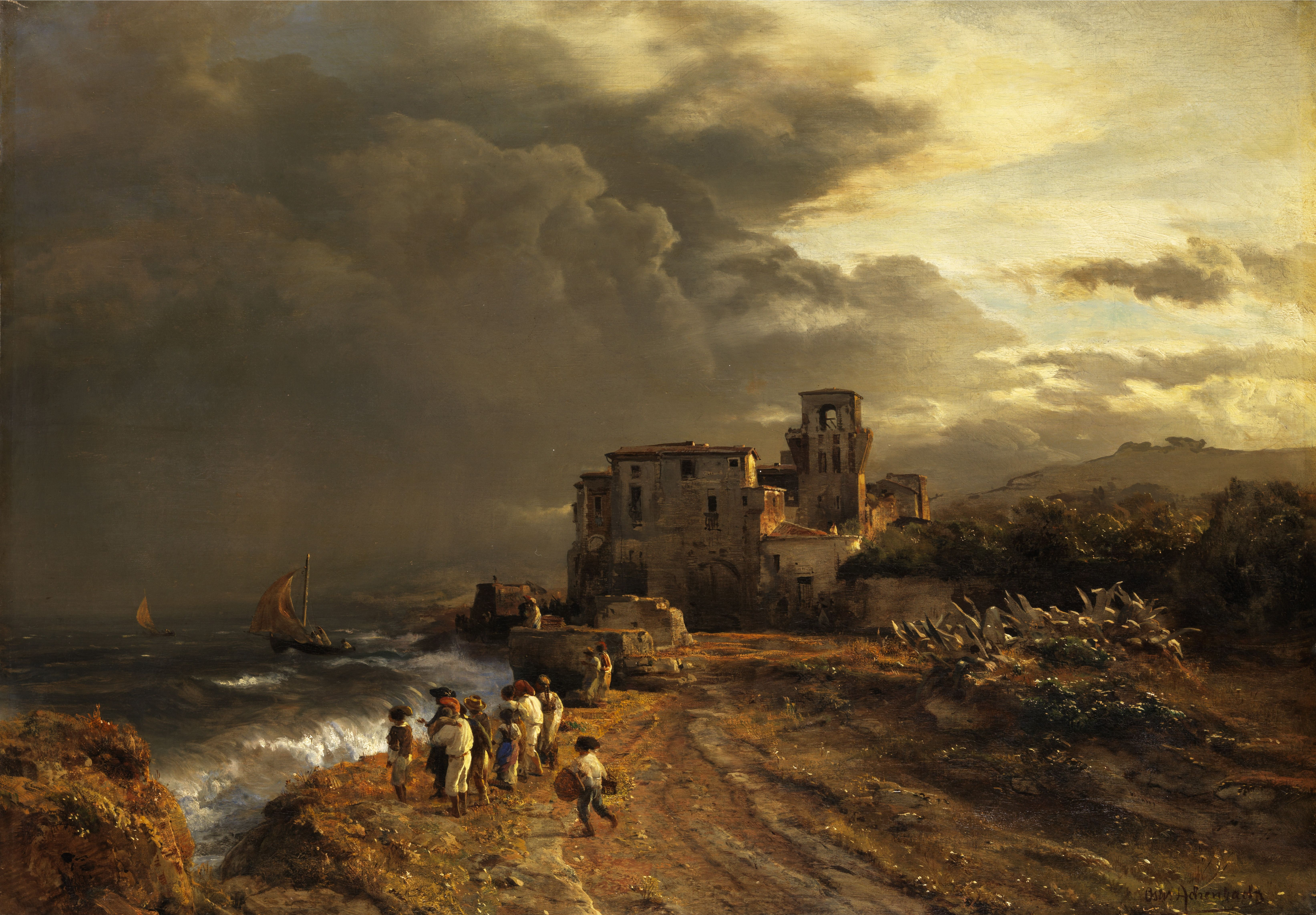
Retreating Storm on the Italian Coast. Collezione privata.
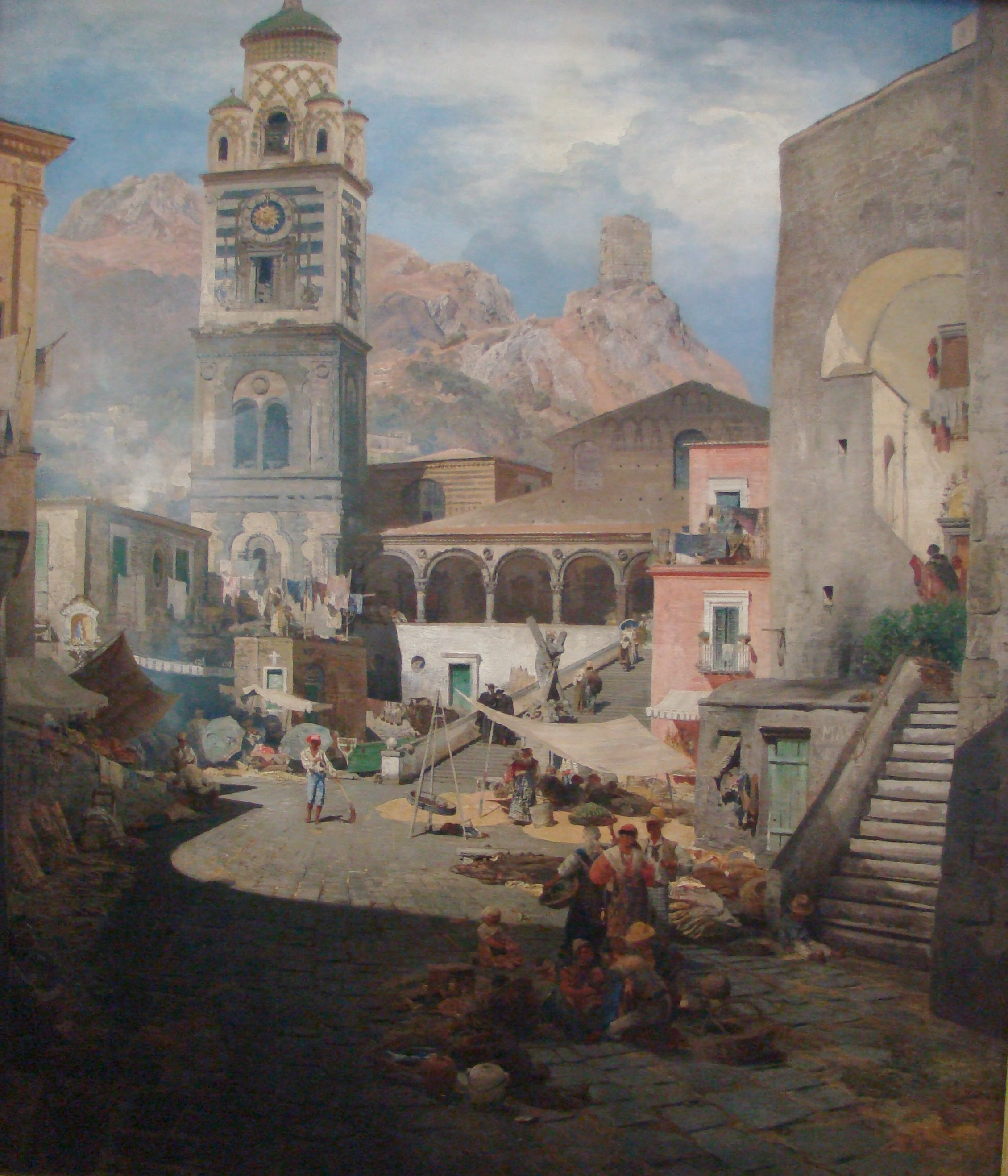
Market Square in Amalfi, 1876. Alte Nationalgalerie, Berlino.
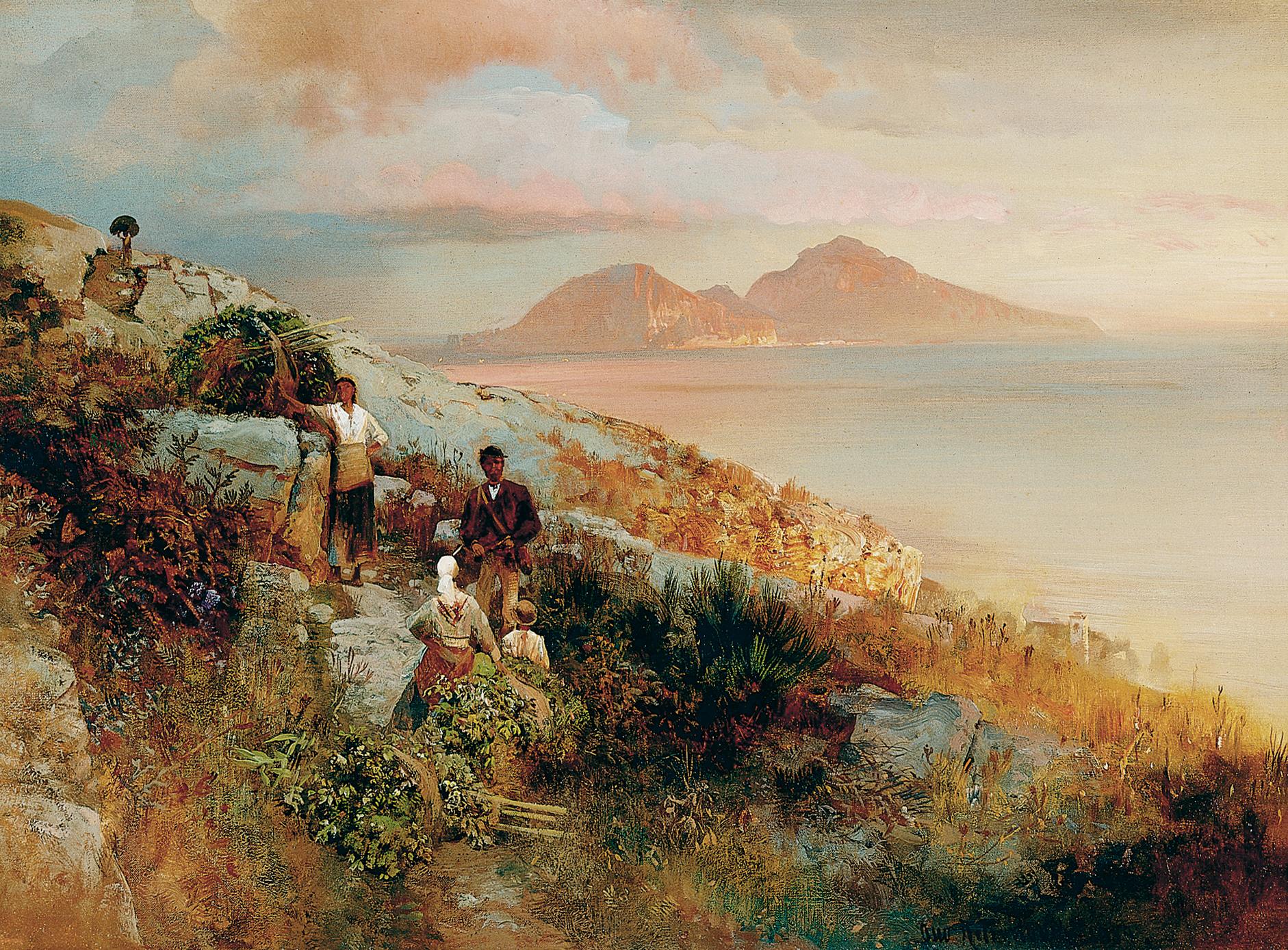
View of Capri, 1884. Von der Heydt Museum, Wuppertal, Germania.
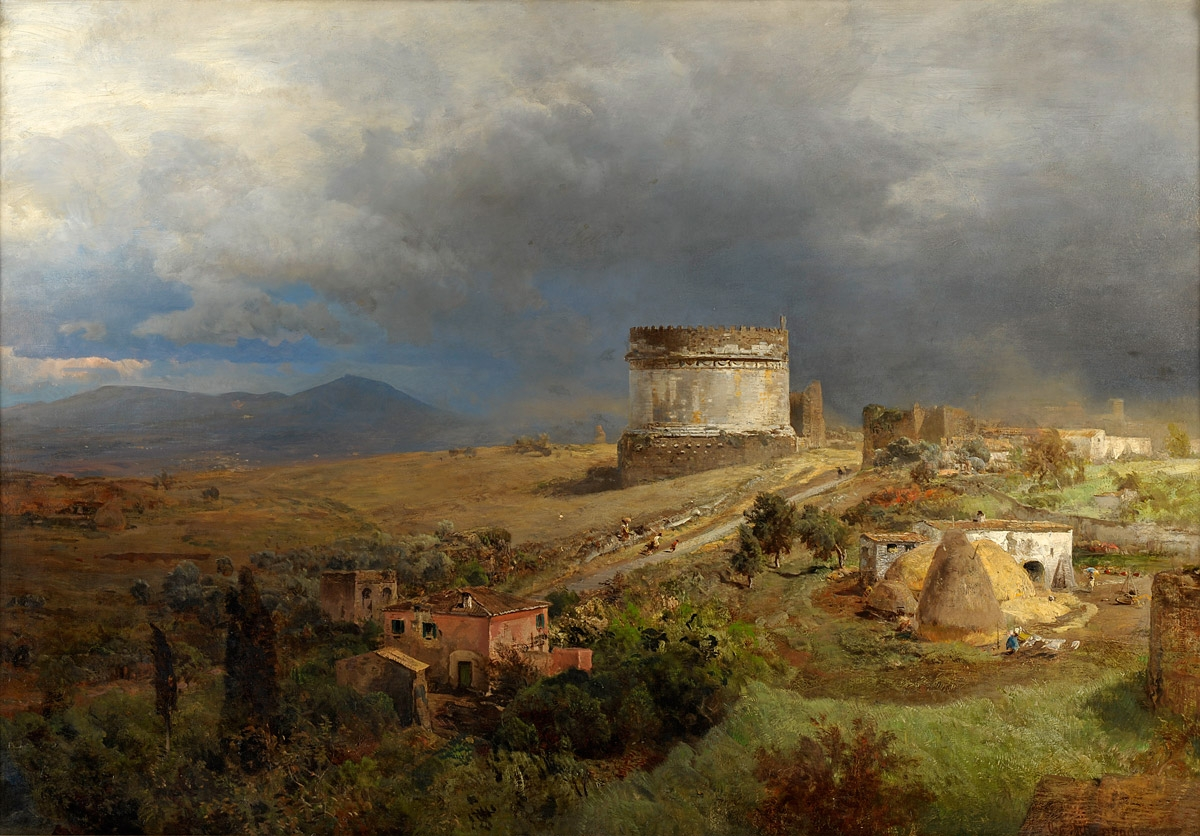
Via Appia with the Tomb of Caecilia Metella, 1886. Collezione privata.
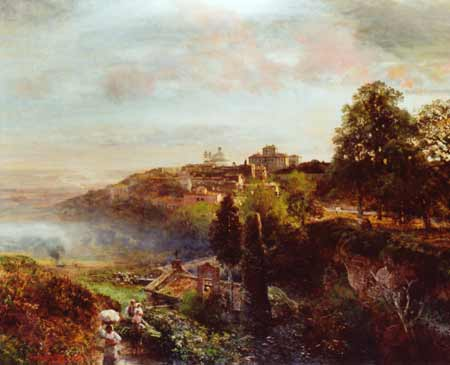
Italian Landscape, 1894. Muzeum Sztuki w Łodzi (Museo d'arte di Łódź).
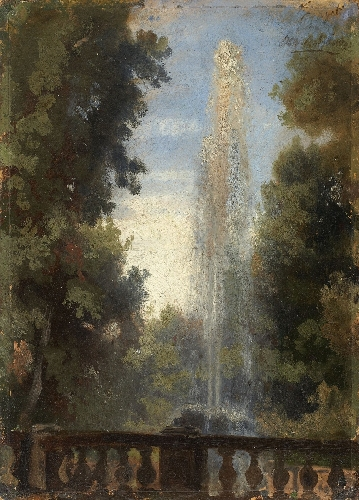
Fountain in Frascati, 1905. 17 / 5000. Olio su cartone.